# Pere Ferrer Marín
Blahoslavený Pere Ferrer Marín, řeholním jménem Pere María (1. června 1909 Mataró – 29. července 1936 Clot dels Aubens) byl španělský římskokatolický klerik, řeholník Řádu karmelitánů a mučedník.

## Život
Narodil se 1. června 1909 v Mataró.
Roku 1932 vstoupil ke karmelitánům v Olot. Byl velmi zbožný a obětavý, většinu času věnoval práci pro chudé. Podle jeho slov se chtěl „dát všem“. Choval velkou úctu k eucharistii a Panně Marii Karmelské. V Olot se věnoval studiu a po dvou letech byl poslán do kláštera v Tàrreze. Zde roku 1935 složil spolu se čtyřmi dalšími bratry časné řeholní sliby, přijal hábit a jméno Pere María. Sliby složily do rukou otce Xiberta, který jim v promluvě oznámil, že složit sliby v té době je příprava na mučednictví.
Před vypuknutím Španělské občanské války již v zemi vypukla protikatolická nálada. Tato nálada se nevyhnula ani klášteru v Tàrreze, kde započala už roku 1934. Od října byly zdi kláštera hlídány komunisty. Následně v červnu 1936 byla bratrům zakázána práce v nemocnicích a na školách. Dne 20. července byli bratři varováni před útokem a převor kláštera bl. otec Àngel se rozhodl uzavřít kostel a pět kandidátů a dva novice poslal domů. Dalšího dne byli vyzváni opustit klášter. Otec Àngel chtěl získat povolení odjezdu bratrů do Itálie, což se mu nepodařilo. Poté byl on, Pere a deset spolubratrů zatčeno a v noci byli odvezeni na místo zvané Clot dels Aubens nedaleko Cervery. Zde byli všichni zastřeleni. Před výstřely zvolávali Ať žije Kristus Král!. Stalo se tak 29. července 1936.
Těla mučedníků byla spálena a zbytky ostatků byly jedním knězem sesbírány a uloženy do karmelitánského kostela v Tàrreze.

## Proces blahořečení
Jeho proces blahořečení byl zahájen roku 1959 v arcidiecézi Barcelona spolu s dalšími patnácti karmelitánskými spolubratry a jednou řeholnicí.
Dne 26. června 2006 uznal papež Benedikt XVI. jejich mučednictví. Blahořečeni byli 28. října 2007.